# Бергер, Юлиус
Юлиус Бергер (нем. Julius Berger, Аугсбург, 1954) — виолончелист, профессор по классу виолончели и немецкой камерной музыки Центра Леопольда Моцарта при Аугсбургском университете.

## Биография
Юлиус Бергер учился у Вальтера Райхардта и Фрица Кискалта в Мюнхенской Высшей школе музыки и театра затем у Антонио Янигро в Моцартеуме (Зальцбург). С 1979 по 1982 год Бергер работал ассистентом у Янигро. Затем он поступил в класс Зары Нельсовой университета Цинциннати, где посетил также мастер-класс Мстислава Ростроповича.
В возрасте 28 лет Юлиус Бергер получил пост преподавателя Высшей школы музыки в Вюрцбурге и стал одним из самых молодых профессоров Германии. С 1992 года он проводит летние занятия в престижной Международной академии университета Моцартеум.
Бергер много выступает с концертами, записывает малоизвестные произведения, в том числе сочинения Луиджи Боккерини, Леонардо Лео, старинные композиции для виолончели (в частности, ричеркары Пьетро дельи Антони и Доменико Габриэлли). Всемирной известностью пользуются его записи произведений для виолончели и фортепиано Пауля Хиндемита, Эрнста Блоха, Макса Бруха, Рихарда Штрауса, Роберта Шумана и Эдварда Элгара.
Бергер — известный пропагандист современной музыки. Ему принадлежат премьерные записи сочинений Джона Кейджа, Тошио Хосокавы, Адриана Хёльски и Софии Губайдулиной. Он художественный руководитель Дней музыки в Эккельхаузене (Eckelshausener Musiktage) и Фестиваля Азиаго в Италии.
Бергер — президент Международного конкурса скрипачей имени Леопольда Моцарта в Аугсбурге, руководитель международных конкурсов в Зальцбурге, Кронберге (Казальс), Мюнхене и Варшаве. С 1989 года Бергер — член музыкального отдела Фонда Гуардини в Берлине, а в 1997 году избран членом Центрального комитета немецких католиков. Он автор опубликованных работ Irritationskraft (Hindemith Yearbook 1992), Einheit in der Vielfalt — Vielfalt in der Einheit (исследовательский журнал Майнцского университета, 1998 г.), Zeit und Ewigkeit (Festschrift of Cardinal Karl Lehmann, 2001), Wanderer es gibt keinen Weg (Leben aus Gottes Kraft, 2004 г.).
В 2009 году Юлиус Бергер назначен членом Академии наук и литературы в Майнце. С 1 октября 2010 Бергер занимает пост заместителя директора Центра Леопольда Моцарта в Аугсбурге.
Юлиус Бергер играл на одной из старейших виолончелей в мире, изготовленной в 1566 году Андреа Амати и названной по имени заказчика «король Шарль IX».

## Дискография (подборка)
- Бах, Сюиты для виолончели соло — Ю. Бергер, виолончель Джованни Баттиста Гуаданьини, ex Davidoff, Турин 1780 (1997, Wergo 284 041-2).
- Вдохновленный Бахом (с Оливером Керном): Произведения Баха, Шахтнера, Брамса, Бетховена и Регера.
- Вдохновленный Моцартом (с Маргаритой Хёэнридер). Вариации на тему «Волшебной флейты» Моцарта (ор. 66 и ор. 46), Большая соната для виолончели и фортепиано ми мажор, соч. 19, Соната для виолончели и фортепиано № 3 ля мажор, соч. 69.
- Луиджи Боккерини, Сонаты для виолончели, том 1, 2 и 3 — первая полная запись сонат для виолончели Луиджи Боккерини.
- Неизвестный Бетховен. Произведения для виолончели и фортепиано: струнное трио, соч. 3 (версия 1794 г.) и произведения для скрипки и фортепиано (обработка Ю. Бергера).
- Джузеппе Тартини, Концерт для виолончели ля мажор, ре мажор, Пасторальная симфония, Симфония ре мажор (с Камерным оркестром Пфорцхаймма).
- Рождение виолончели: Ричеркары Доменико Габриэлли и Джованни Баттиста Дельи Антони (28-30 мая, 2-4 jиюля 2007 г., Solo Musica SM СМ 112).